# Stelechocarpus cauliflorus
Stelechocarpus cauliflorus är en kirimojaväxtart som först beskrevs av Rudolph Herman Scheffer och som fick sitt nu gällande namn av James Sinclair.
Stelechocarpus cauliflorus ingår i släktet Stelechocarpus och familjen kirimojaväxter. Inga underarter finns listade i Catalogue of Life.